# Sariego
Sariego (em asturiano: Sariegu) é um concelho (município) da Espanha, na província e Principado das Astúrias. Tem 25,73 km² de área e em 2019 tinha 1 252 habitantes (densidade: 48,7 hab./km²). Limita com os municípios de Gijón, Villaviciosa, Nava, Cabranes e Siero.